# 福田アジオ
福田 アジオ（ふくた アジオ、1941年（昭和16年）2月10日 - ）は、日本の歴史学者・民俗学者。国立歴史民俗博物館名誉教授、元・神奈川大学外国語学部・大学院歴史民俗資料学研究科教授。柳田國男研究者。

## 経歴
三重県四日市市出身。
1963年に東京教育大学文学部史学科を卒業した。その後同大学大学院文学研究科に進み、1971年に文学研究科修士課程を修了した。
1977年に武蔵大学助教授となり、1984年に教授に昇進した。同年、国立歴史民俗博物館教授となる。
1993年に新潟大学に移る。1998年に神奈川大学教授となり、2011年まで務める。神奈川大学では非文字資料研究センター長を2010年3月まで兼務した。
この間、2010年には、東京大学東洋文化研究所でシンポジウム「《討論》福田アジオを乗り越える―私たちは『二〇世紀民俗学』から飛躍できるのか？―」が開催された。
2012年に柳田國男記念伊那民俗学研究所所長となり、2017年まで務めた。

## 著書
福田の著作の一部はデジタル化され、国立国会図書館デジタルコレクションにてインターネット上に公開されている。

### 単著
- 『日本村落の民俗的構造』弘文堂、1982年
- 『日本民俗学方法序説 柳田国男と民俗学』弘文堂、1984年 ISBN 4-335-56045-1 国立国会図書館書誌ID:000001714141 doi:10.11501/12173422
  - 同 オンデマンド版 2014年 ISBN 978-4-335-56134-4
- 『時間の民俗学・空間の民俗学』木耳社、1989年 ISBN 4-8393-7475-9 国立国会図書館書誌ID:000002014451 doi:10.11501/13269532
- 『可能性としてのムラ社会 労働と情報の民俗学』青弓社、1990年 国立国会図書館書誌ID:000002055312 doi:10.11501/13254614
- 『柳田国男の民俗学』吉川弘文館、1992年（歴史文化セレクション2007年　ISBN 978-4-64206339-5）
- 『番と衆 日本社会の東と西』吉川弘文館〈歴史文化ライブラリー〉、1997年（オンデマンド版2017年　ISBN 978-4-64275425-5）
- 『民俗学者柳田国男』御茶の水書房、2000年
- 『近世村落と現代民俗』吉川弘文館、2002年（オンデマンド版2024年、ISBN 978-4-64277363-8）
- 『戦う村の民俗誌』歴史民俗博物館振興会、2003年
- 『寺・墓・先祖の民俗学』大河書房、2004年
- 『歴史探索の手法―岩船地蔵を追って』筑摩書房〈ちくま新書〉、2006年
- 『日本の民俗学  「野」の学問の二〇〇年』吉川弘文館、2009年 ISBN 978-4-64208024-8
- 『日本民俗学の開拓者たち』山川出版社〈日本史リブレット〉、2009年
- 『名所図会を手にして東海道』御茶の水書房、〈神奈川大学評論ブックレット〉、2011年
- 『現代日本の民俗学 ポスト柳田の五〇年』吉川弘文館、2013年 ISBN 978-4-64208098-9
- 『民俗学のこれまでとこれから』岩田書院、2014年 ISBN 978-4-87294-885-1
- 『歴史と日本民俗学 課題と方法』吉川弘文館、2016年
  - オンデマンド版2024年 ISBN 978-4-64278200-5
- 『民俗学入門』柳田國男記念伊那民俗学研究所、2016年
- 『柳田国男入門』柳田國男記念伊那民俗学研究所、2017年 ISBN 978-4-9908692-1-2
- 『民俗学に学んで六〇年 純粋培養民俗学徒の悪戦苦闘』大河書房、2018年
- 『種明かししない柳田国男  日本民俗学のために』吉川弘文館、2023年 ISBN 978-4-64208207-5

### 編著
- 野口武徳『約束』（編）弘文堂、1977年 国立国会図書館書誌ID:000001338442 doi:10.11501/12168635
- 宮田登『日本民俗学概論』（編）吉川弘文館、1983年 ISBN 978-4-64207194-9
- 『新版　民俗調査ハンドブック』（（上野和男・高桑守史・宮田登と共編）吉川弘文館、1987年 ISBN 978-4-64207268-7
- 『日本民俗大辞典』上・下（新谷尚紀・湯川洋司・神田より子・中込睦子・渡邊欣雄と共編）吉川弘文館、1999年・2000年, 上巻:ISBN 978-4-64201332-1, 下巻:ISBN 978-4-64201333-8
- 『柳田国男の世界―北小浦民俗誌を読む』（編）吉川弘文館、2001年 ISBN 978-4-64207543-5
- 『日本の民俗学者―人と学問』（編）御茶の水書房、2002年
- 『北小浦の民俗―柳田国男の世界を歩く』（編）吉川弘文館、2002年 ISBN 978-4-64207549-7
- 『精選 日本民俗辞典』（新谷尚紀・湯川洋司、神田より子、中込睦子、渡邊欣雄と共編）吉川弘文館、2006年 ISBN 978-4-64201432-8
- 『結衆・結社の日本史』（「結社の世界史」 編） 山川出版社 2006年
- 『図説日本民俗学』（古家信平・上野和男・倉石忠彦・高桑守史と共編）吉川弘文館、2009年 {{ISBN{978-4-64208027-9}}
- 『知っておきたい日本の年中行事事典』（菊池健策、山崎祐子、常光徹、福原敏男と共著）吉川弘文館、2012年 ISBN 978-4-64208068-2
- 『図解案内日本の民俗』（内山大介・小林光一郎・鈴木英恵・萩谷良太・吉村風と共編）吉川弘文館、2012年 ISBN 978-4-64208061-3
- 『「二〇世紀民俗学」を乗り越える 私たちは福田アジオとの討論から何を学ぶか?』（菅豊、塚原伸治と共著）岩田書院、2012年
- 『知って役立つ民俗学 現代社会への40の扉』（責任編集）ミネルヴァ書房、2015年
- 『はじめて学ぶ民俗学』（市川秀之、中野紀和、篠原徹、常光徹と共編）ミネルヴァ書房、2015年